# Chen Daojun
Chen Daojun (陈道军), né le 3 janvier 1968, est un journaliste, essayiste de Chengdu, militant écologiste et dissident chinois.

## Biographie
Chen Daojun a été journaliste de plusieurs journaux provinciaux entre 1998 et 2002, avant qu’il ne démissionne de son poste officiel du Parti communiste chinois.
Il a publié trois articles au sujet des troubles au Tibet en 2008 et des problèmes de libertés civiles. 
Il a publié un article le 5 mai 2008 sur le site China E-Weekly réclamant l’arrêt de usine pétrochimique de Pengzhou située à 40 km de Chengdu. Il a été arrêté le 9 mai 2008, pour « tentative de subversion du pouvoir de l’État », car il aurait participé à un rassemblement dénonçant des risques environnementaux.
Il a été arrêté à son domicile mis à sac par une dizaine de policiers. L’association Chinese PEN avait parlé d’une « nouvelle manifestation de paranoïa de la part des autorités à l’égard  des dissidents, à l’approche des Jeux olympiques ».
Il a été incarcéré au centre de détention du Bureau de sécurité publique du Comté de Jintang.
Le 17 juin 2008, l’association PEN club a appris que Chen Daojun avait en fait été inculpé pour « incitation au séparatisme », probablement en raison de ses articles sur le Tibet.
Sur cette base, le 5 novembre 2008, le tribunal populaire de Jintang (Sichuan) aurait inculpé Chen Daojun.
Son avocat, Zhu Jiuhu, a défendu Chen Daojun, affirmant qu'il n'avait commis aucun crime, et que le 14e Dalaï Lama ne demandait pas l'indépendance, mais une autonomie significative, indiquant que cela n'est pas contraire à la Constitution chinoise, et qu'au contraire, le gouvernement chinois n'honorait pas l'accord en 17 points signé sous la contrainte par les représentants tibétains en 1951,.
Le 22 novembre 2008, à l’issue d’un procès de 30 minutes, le tribunal de Chengdu a condamné Chen Daojun à trois ans de prison pour subversion. L'inculpation pour séparatisme n'a pas été citée au procès, sans que l'on sache pourquoi cette charge a été abandonnée.
Reporters sans frontières demande l’abandon des charges contre Chen Daojun et sa libération. 